# Instrumento musical eletrônico

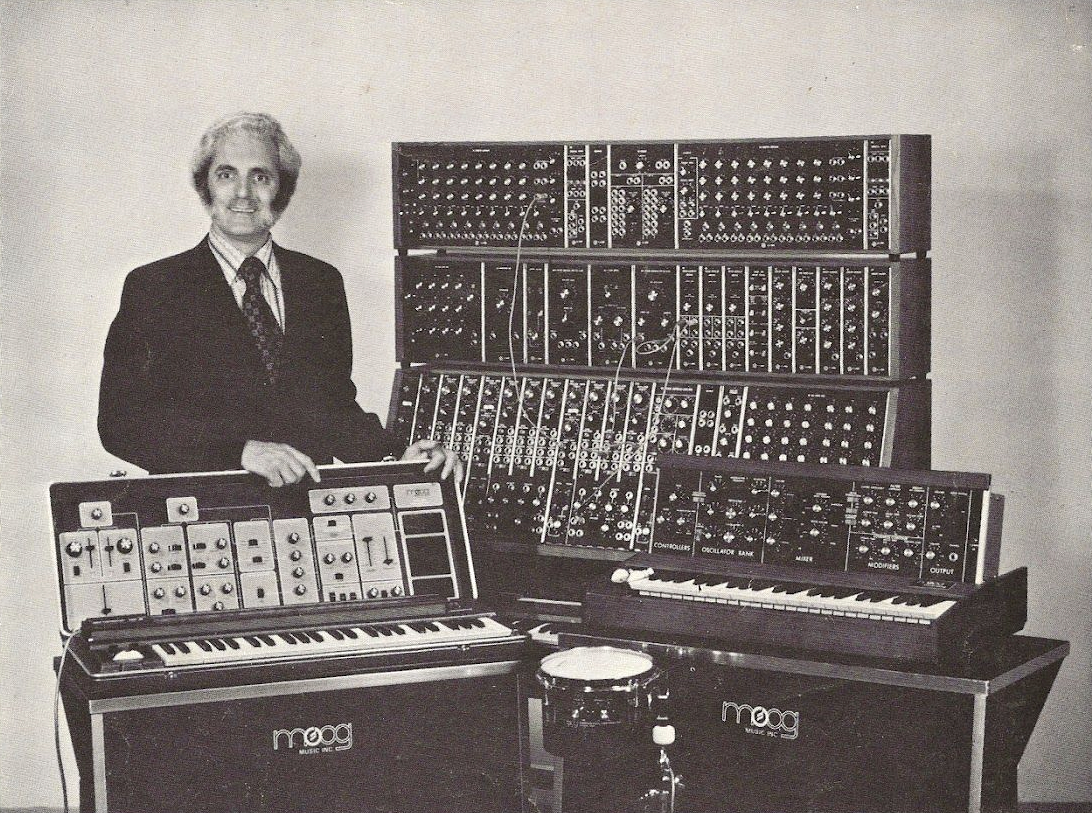
Robert Moog, inventor do sintetizador Moog

Um instrumento musical eletrônico ou eletrofone é um instrumento musical que produz som usando circuitos eletrônicos. Esse instrumento soa emitindo um sinal de áudio elétrico, eletrônico ou digital que, por fim, é conectado a um amplificador de potência que aciona um alto-falante, criando o som ouvido pelo artista e pelo ouvinte.
Um instrumento eletrônico pode incluir uma interface de usuário para controlar seu som, geralmente ajustando o tom, a frequência ou a duração de cada nota. Uma interface de usuário comum é o teclado musical, que funciona de forma semelhante ao teclado de um piano acústico, em que as teclas são ligadas mecanicamente a martelos de cordas oscilantes, enquanto, em um teclado eletrônico, a interface do teclado é ligada a um módulo de sintetizador, computador, ou outro gerador de som eletrônico ou digital, que cria um som. Entretanto, é cada vez mais comum separar a interface do usuário e as funções de geração de som em um controlador de música (dispositivo de entrada) e um sintetizador de música, respectivamente, com os dois dispositivos se comunicando por meio de uma linguagem de descrição de desempenho musical, como MIDI ou Open Sound Control. A natureza de estado sólido dos teclados eletrônicos também oferece "sensação" e "resposta" diferentes, proporcionando uma nova experiência de tocar em relação à operação de um teclado de piano ligado mecanicamente.
Todos os instrumentos musicais eletrônicos podem ser vistos como um subconjunto de aplicativos de processamento de sinais de áudio. Os instrumentos musicais eletrônicos simples às vezes são chamados de efeitos sonoros, a fronteira entre os efeitos sonoros e os instrumentos musicais reais muitas vezes não é clara.
No século XXI, os instrumentos musicais eletrônicos passaram a ser amplamente usados na maioria dos estilos de música. Em estilos musicais populares, como a música eletrônica de dança, quase todos os sons de instrumentos usados em gravações são instrumentos eletrônicos (por exemplo, sintetizador de baixo, sintetizador, caixa de ritmos). O desenvolvimento de novos instrumentos musicais eletrônicos, controladores e sintetizadores continua a ser um campo de pesquisa altamente ativo e interdisciplinar. Conferências especializadas, como a International Conference on New Interfaces for Musical Expression (Conferência Internacional sobre Novas Interfaces para Expressão Musical), foram organizadas para relatar trabalhos de ponta, bem como para oferecer uma vitrine para artistas que executam ou criam músicas com novos instrumentos musicais eletrônicos, controladores e sintetizadores.

## Classificação
Na musicologia, os instrumentos musicais eletrônicos são conhecidos como eletrofones. Os eletrofones são a quinta categoria de instrumento musical no sistema Hornbostel-Sachs. Em geral, os musicólogos só classificam a música como eletrofones se o som for inicialmente produzido por eletricidade, excluindo instrumentos acústicos controlados eletronicamente, como órgãos de tubos e instrumentos amplificados, como guitarras elétricas.
A categoria foi adicionada ao sistema de classificação de instrumentos musicais Hornbostel-Sachs por Sachs em 1940, em seu livro The History of Musical Instruments a versão original de 1914 do sistema não a incluía. Sachs dividiu os eletrofones em três subcategorias:
- 51=instrumentos acústicos acionados eletricamente (por exemplo, órgão de tubos com ação de tração eletrônica)

- 52=instrumentos acústicos amplificados eletricamente (por exemplo, violão acústico com captador)

- 53=instrumentos que produzem som principalmente por vibrações eletricamente conduzidas

A última categoria incluiu instrumentos como teremins ou sintetizadores, os quais ele chamou de instrumentos radioelétricos.
Francis William Galpin forneceu um grupo em seu próprio sistema de classificação, o qual é mais próximo de Mahillon do que de Sachs-Hornbostel. Por exemplo, no livro de Galpin de 1937 A Textbook of European Musical Instruments, Ele lista os eletrofones com três divisões de segundo nível para geração de som ("por vibração", "eletromagnético" e "eletroestático"), bem como categorias de terceiro e quarto níveis com base no método de controle.
Os etnomusicólogos atuais, como Margaret Kartomi e Terry Ellingson, sugerem que, segundo a ideia do esquema de classificação original de Hornbostel Sachs, se os instrumentos forem categorizados de acordo com o que produz o som inicial no instrumento, apenas a subcategoria 53 deve permanecer na categoria de eletrofones. Assim, foi proposto mais recentemente, por exemplo, que o órgão de tubos (mesmo que use ação de teclas elétricas para controlar válvulas solenoides) permaneça na categoria de aerofones, e que a guitarra elétrica permaneça na categoria de cordofones, e assim por diante.

## Exemplos iniciais

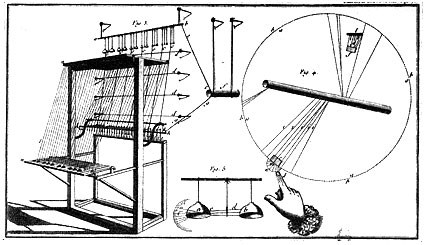
Diagrama da clavecin électrique

No século XVIII, músicos e compositores adaptaram vários instrumentos acústicos para explorar a novidade da eletricidade. Assim, em um sentido mais amplo, o primeiro instrumento musical elétrico foi o teclado Denis d'or, datado de 1753, seguido logo pela clavecin électrique do francês Jean-Baptiste de Laborde em 1761. O Denis d'or consistia em um instrumento de teclado com mais de 700 cordas, eletrificadas temporariamente para aprimorar as qualidades sonoras. O clavecin électrique era um instrumento de teclado com plectros (palhetas) ativados eletricamente. Entretanto, nenhum dos instrumentos usava eletricidade como fonte sonora.
O primeiro sintetizador elétrico foi inventado em 1876 por Elisha Gray. O "Musical Telegraph" foi um subproduto casual de sua tecnologia telefônica, quando Gray descobriu que poderia controlar o som a partir de um circuito eletromagnético de vibração automática e, assim, inventou um oscilador básico. O telégrafo musical usava palhetas de aço osciladas por eletroímãs e transmitidas por uma linha telefônica. Gray também incorporou um dispositivo simples de alto-falante em modelos posteriores, que consistia em um diafragma que vibrava em um campo magnético.
Uma invenção importante, que mais tarde teve um efeito profundo na música eletrônica, foi o audion em 1906. Essa foi a primeira válvula termiônica, ou tubo de vácuo, que levou à geração e à amplificação de sinais elétricos, à transmissão de rádio e à computação eletrônica, entre outras coisas. Outros sintetizadores antigos incluíam o Telarmônio (1897), o Teremim (1919), o Sphärophon (1924) e o Partiturophone de Jörg Mager, o Electronde (1933) semelhante de Taubmann, as ondes Martenot de Maurice Martenot ("ondas Martenot", 1928) e o Trautônio (1930) de Trautwein. O Mellertion (1933) usava uma escala fora do padrão, o Dynaphone de Bertrand podia produzir oitavas e quintas perfeitas, enquanto o Emicon era um instrumento americano controlado por teclado construído em 1930 e o Hellertion alemão combinava quatro instrumentos para produzir acordes. Três instrumentos russos também apareceram, o Croix Sonore de Oubouhof (1934), o "Electronic Keyboard Oboe" microtonal de Ivor Darreg (1937) e o sintetizador ANS, construído pelo cientista russo Evgeny Murzin de 1937 a 1958. Apenas dois modelos desse último foram construídos e o único exemplar remanescente está atualmente armazenado na Universidade Lomonosov, em Moscou. Ele foi usado em muitos filmes russos, como Solaris, para produzir sons "cósmicos" incomuns.
Hugh Le Caine, John Hanert, Raymond Scott, o compositor Percy Grainger (com Burnett Cross) e outros criaram uma variedade de controladores automatizados de música eletrônica no final das décadas de 1940 e 1950. Em 1959, Daphne Oram produziu um novo método de síntese, sua técnica "Oramics", acionada por desenhos em uma tira de filme de 35 mm, ela foi usada por vários anos no BBC Radiophonic Workshop. Esse workshop também foi responsável pelo tema da série de TV Doctor Who, uma peça, em grande parte criada por Delia Derbyshire, que, mais do que qualquer outra, garantiu a popularidade da música eletrônica no Reino Unido.

### Telarmônio

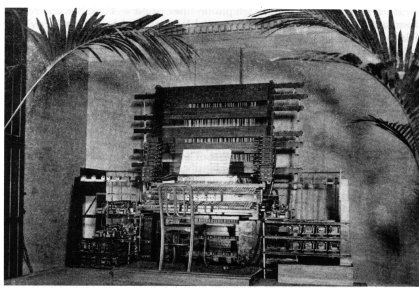
Console de telarmônio de Thaddeus Cahill 1897

Em 1897, Thaddeus Cahill patenteou um instrumento chamado Telarmônio (ou Teleharmonium, também conhecido como Dinamafone). Usando tonewheels para gerar sons musicais como sinais elétricos por síntese aditiva, ele era capaz de produzir qualquer combinação de notas e sobretons, em qualquer nível dinâmico. Essa tecnologia foi usada posteriormente para projetar o órgão Hammond. Entre 1901 e 1910, Cahill mandou fabricar três versões cada vez maiores e mais complexas, a primeira pesando sete toneladas e a última mais de 200 toneladas. O transporte era feito somente por trem e com o uso de trinta vagões. Em 1912, o interesse do público havia diminuído e a empresa de Cahill estava falida.

### Teremim
Outro desenvolvimento, que despertou o interesse de muitos compositores, ocorreu em 1919-1920. Em Leningrado, Leon Theremin construiu e demonstrou seu Etherophone, que mais tarde foi renomeado para Teremim. Isso levou às primeiras composições para instrumentos eletrônicos, em vez de barulhentos e máquinas reaproveitadas. O Teremim foi notável por ser o primeiro instrumento musical a ser tocado sem contato com ele. Em 1929, Joseph Schillinger compôs a First Airphonic Suite for Theremin and Orchestra, estreada pela Orquestra de Cleveland com Leon Theremin como solista. No ano seguinte, Henry Cowell encomendou de Theremin a criação da primeira máquina eletrônica de ritmo, chamada Rhythmicon. Cowell escreveu algumas composições para ela, que ele e Schillinger estrearam em 1932.

### Ondas Martenot

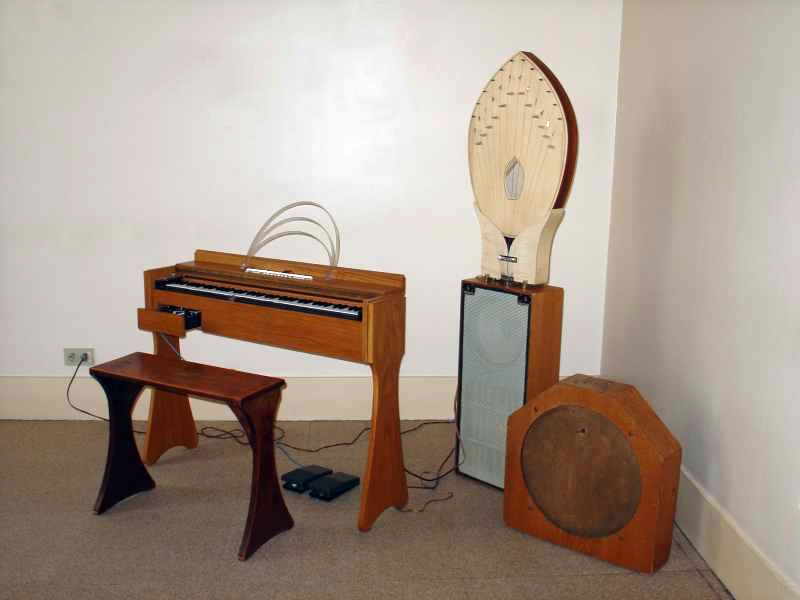
Ondas Martenot (c. 1974, Modelo de 7ª geração)

O ondas Martenot é tocado com um teclado ou movendo um anel ao longo de um fio, criando sons "ondulantes" semelhantes aos de um teremim. Foi inventado em 1928 pelo violoncelista francês Maurice Martenot, que se inspirou nas sobreposições acidentais de tons entre osciladores de rádio militares e queria criar um instrumento com a expressividade do violoncelo.
O compositor francês Olivier Messiaen usou o ondas Martenot em peças como sua sinfonia Turangalîla-Symphonie, de 1949, e sua cunhada Jeanne Loriod foi uma célebre tocadora. Ele aparece em várias trilhas sonoras de filmes e televisão, especialmente em filmes de ficção científica e terror. Os usuários contemporâneos do ondas Martenot incluem Tom Waits, Daft Punk e o guitarrista do Radiohead, Jonny Greenwood.

### Trautônio

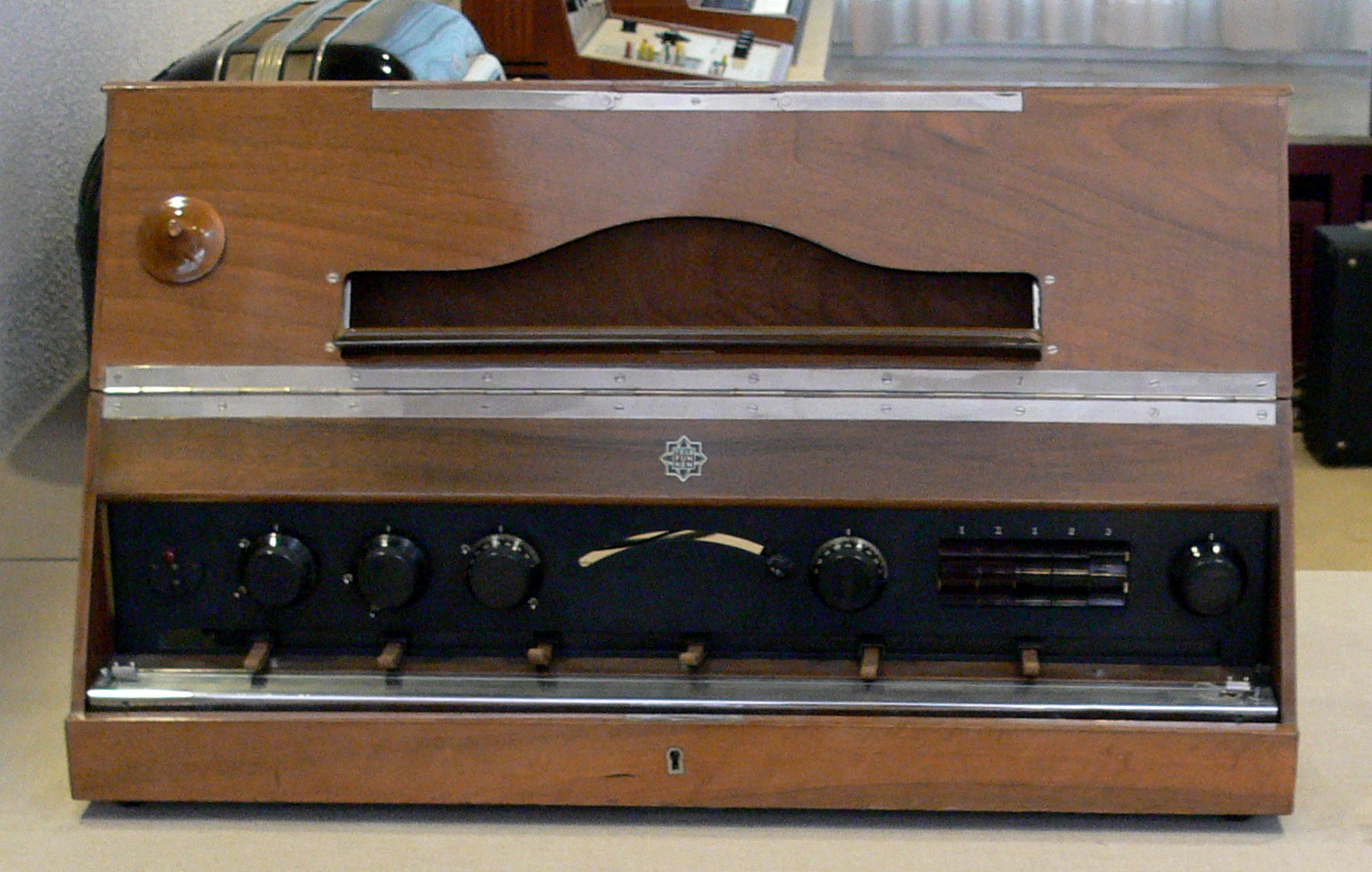
Trautônio Volks (1933, Telefunken Ela T 42)

O Trautônio foi inventado em 1928. Baseava-se na escala subharmônica, e os sons resultantes eram frequentemente usados para imitar sons de sinos ou gongos, como nas produções de Parsifal em Bayreuth na década de 1950. Em 1942, Richard Strauss o utilizou para a parte do sino e do gongo na estreia em Dresden de seu Japanese Festival Music. Essa nova classe de instrumentos, microtonal por natureza, só foi adotada lentamente pelos compositores no início, mas no começo da década de 1930 houve uma explosão de novas obras incorporando esses e outros instrumentos eletrônicos.

### Orgão Hammond e Novachord

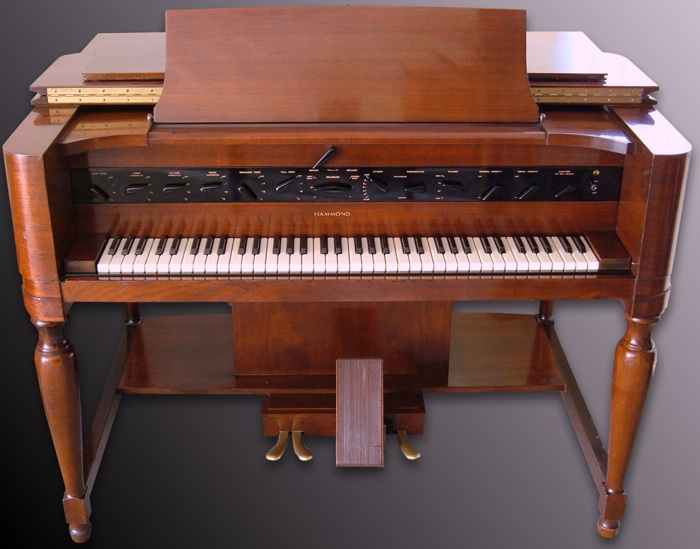
Novachord Hammond (1939)

Em 1929, Laurens Hammond estabeleceu sua empresa para a fabricação de instrumentos eletrônicos. Ele passou a produzir o órgão Hammond, que se baseava nos princípios do telarmônio, juntamente com outros desenvolvimentos, incluindo as primeiras unidades de reverberação. O órgão Hammond é um instrumento eletromecânico, pois usava elementos mecânicos e peças eletrônicas. Um órgão Hammond usava rodas de tom de metal giratórias para produzir sons diferentes. Um captador magnético com design semelhante ao dos captadores de uma guitarra elétrica é usado para transmitir os tons nas rodas de tom para um amplificador e caixa de alto-falante. Embora o órgão Hammond tenha sido projetado para ser uma alternativa de baixo custo a um órgão de tubos para música de igreja, os músicos logo descobriram que o Hammond era um excelente instrumento para blues e jazz, na verdade, todo um gênero de música foi desenvolvido em torno desse instrumento, conhecido como trio de órgão (normalmente órgão Hammond, bateria e um terceiro instrumento, saxofone ou guitarra).
O primeiro sintetizador fabricado comercialmente foi o Novachord, construído pela Hammond Organ Company de 1938 a 1942, que oferecia polifonia de 72 notas usando 12 osciladores que acionavam circuitos de divisão baseados em monoestáveis, controle de ADSR básico e filtros passa-baixo ressonantes. O instrumento contava com 163 válvulas a vácuo e pesava 500 libras. O uso do controle de envelope pelo instrumento é significativo, já que essa talvez seja a distinção mais importante entre o sintetizador moderno e outros instrumentos eletrônicos.

## Síntese analógica 1950–1980
Os instrumentos eletrônicos mais comumente usados são os sintetizadores, assim chamados porque geram som artificialmente usando uma variedade de técnicas. Todas as primeiras sínteses baseadas em circuitos envolviam o uso de circuitos analógicos, principalmente amplificadores controlados por tensão, osciladores e filtros. Um importante desenvolvimento tecnológico foi a invenção do sintetizador Clavivox, em 1956, por Raymond Scott, com a submontagem de Robert Moog. O compositor e engenheiro francês Edgard Varèse criou uma variedade de composições usando buzinas eletrônicas, apitos e fita. Mais notavelmente, ele escreveu Poème électronique para o pavilhão da Phillips na Feira Mundial de Bruxelas em 1958.

### Sintetizador modular
A RCA produziu dispositivos experimentais para sintetizar voz e música na década de 1950. O sintetizador musical Mark II, instalado no Centro de Música Eletrônica Columbia-Princeton, na cidade de Nova Iorque. Projetado por Herbert Belar e Harry Olson na RCA, com contribuições de Vladimir Ussachevsky e Peter Mauzey, foi instalado na Universidade de Columbia em 1957. Composto por um conjunto do tamanho de uma sala de componentes de síntese sonora interconectados, ele só era capaz de produzir música por meio de programação, usando um sequenciador de fita de papel perfurado com orifícios para controlar as fontes e os filtros de afinação, semelhante a uma pianola, mas capaz de gerar uma ampla variedade de sons. O sistema de tubo de vácuo tinha de ser remendado para criar timbres.

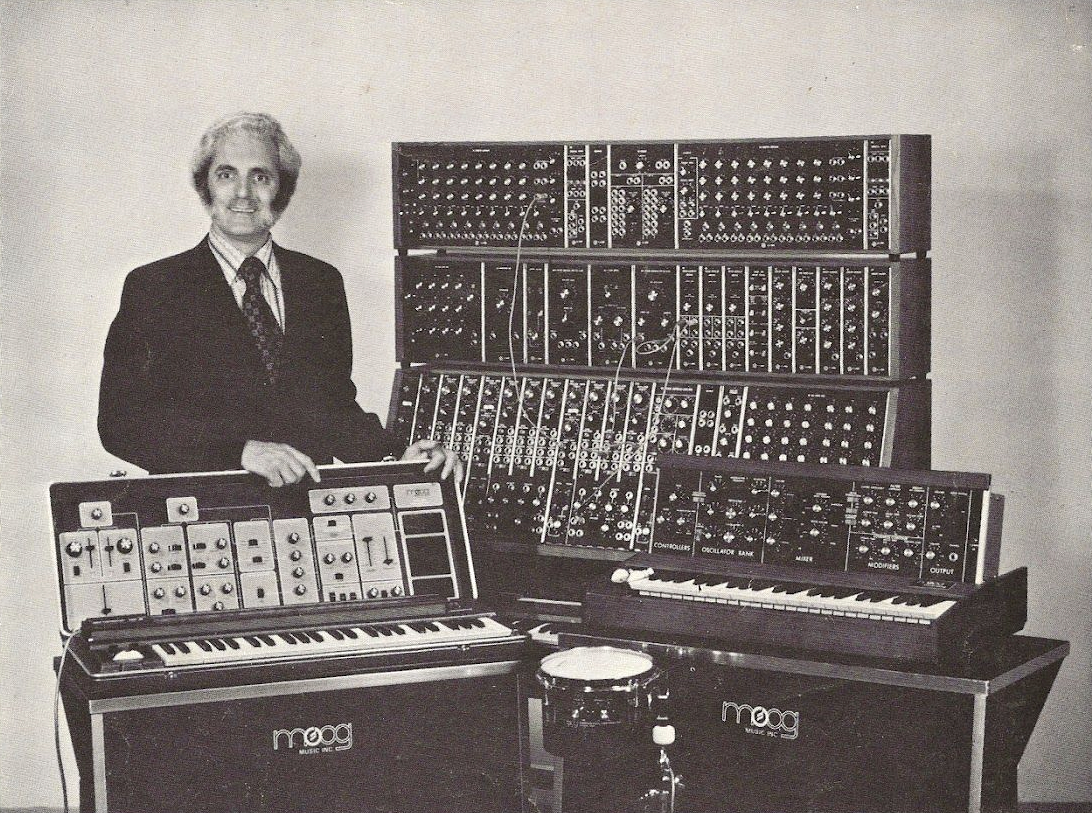
Robert Moog

Na década de 1960, os sintetizadores ainda eram geralmente confinados a estúdios devido ao seu tamanho. Geralmente, eram modulares, com suas fontes de sinal e processadores autônomos conectados com patch cords ou por outros meios e controlados por um dispositivo de controle comum. Harald Bode, Don Buchla, Hugh Le Caine, Raymond Scott e Paul Ketoff foram os primeiros a construir esses instrumentos, no final dos anos 1950 e início dos anos 1960. Mais tarde, Buchla produziu um sintetizador modular comercial, o Buchla Music Easel. Robert Moog, que havia sido aluno de Peter Mauzey e um dos engenheiros do RCA Mark II, criou um sintetizador que poderia ser razoavelmente usado por músicos, projetando os circuitos enquanto estava na Columbia-Princeton. O sintetizador Moog foi exibido pela primeira vez na convenção da Audio Engineering Society em 1964 e exigia experiência para configurar os sons, mas era menor e mais intuitivo do que os anteriores, menos parecido com uma máquina e mais com um instrumento musical. A Moog estabeleceu padrões para a interface de controle, usando um logaritmo de 1 volt por oitava para o controle de tom e um sinal de disparo separado. Essa padronização permitiu que sintetizadores de diferentes fabricantes operassem simultaneamente. O controle de afinação geralmente era realizado com um teclado estilo órgão ou com um sequenciador musical que produzia uma série cronometrada de tensões de controle. No final da década de 1960, centenas de gravações populares usaram sintetizadores Moog. Outros fabricantes de sintetizadores comerciais antigos incluíam a ARP, que também começou com sintetizadores modulares antes de produzir instrumentos tudo em um, e a empresa britânica EMS.

### Sintetizadores integrados

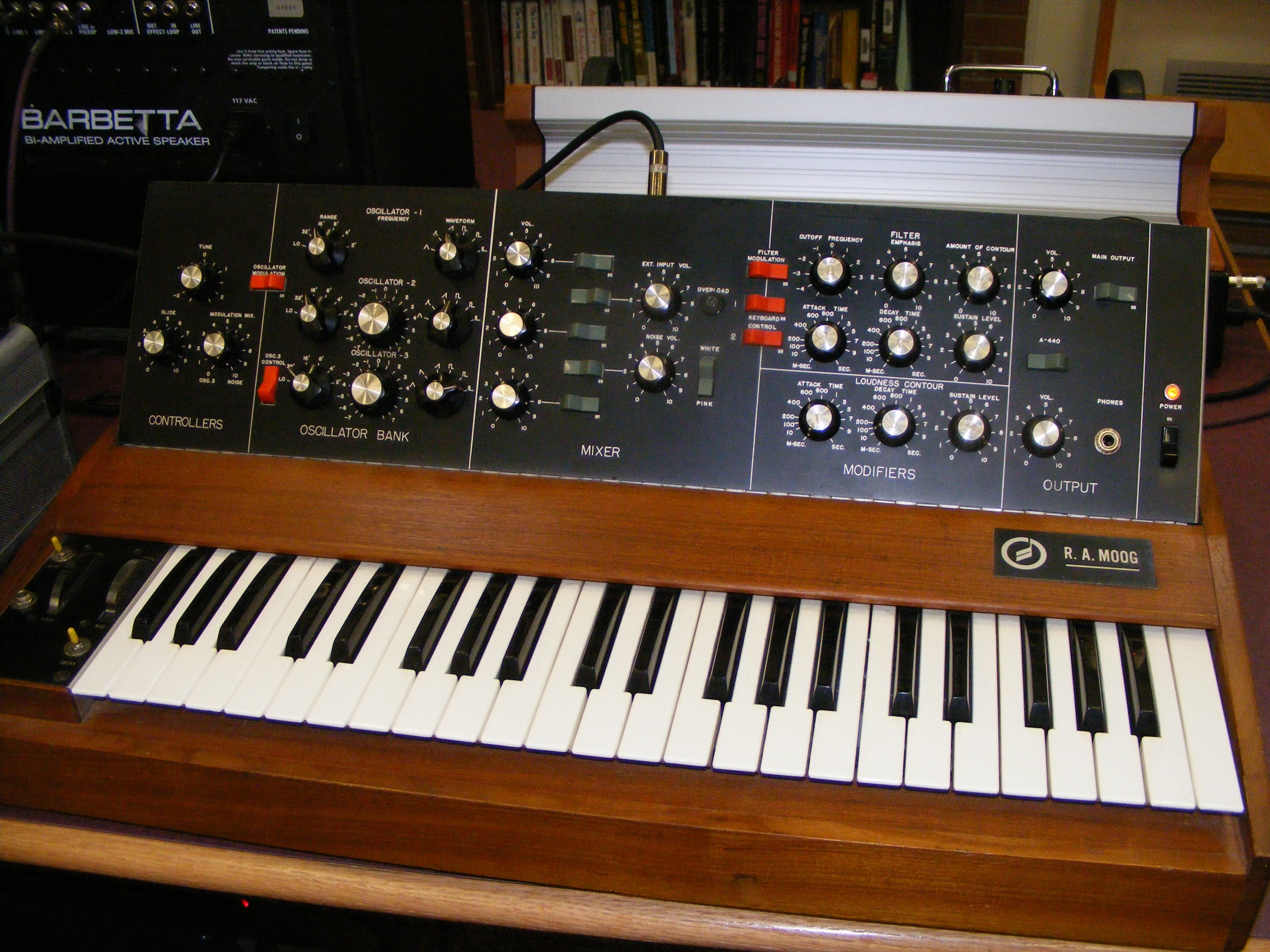
Minimoog (1970, R.A.Moog)

Em 1970, a Moog projetou o Minimoog, um sintetizador não modular com um teclado embutido. Os circuitos analógicos foram interconectados com interruptores em um arranjo simplificado chamado de "normalização". Embora menos flexível do que um projeto modular, a normalização tornou o instrumento mais portátil e mais fácil de usar. O Minimoog vendeu 12.000 unidades e padronizou ainda mais o design dos sintetizadores subsequentes com seu teclado integrado, rodas de pitch e modulação e fluxo de sinal VCO->VCF->VCA. Ele se tornou famoso por seu som "gordo" e por seus problemas de afinação. Os componentes de estado sólido miniaturizados permitiram que os sintetizadores se tornassem instrumentos portáteis e independentes que logo apareceram em apresentações ao vivo e rapidamente se tornaram amplamente usados na música popular e na música de arte eletrônica.

### Polifonia

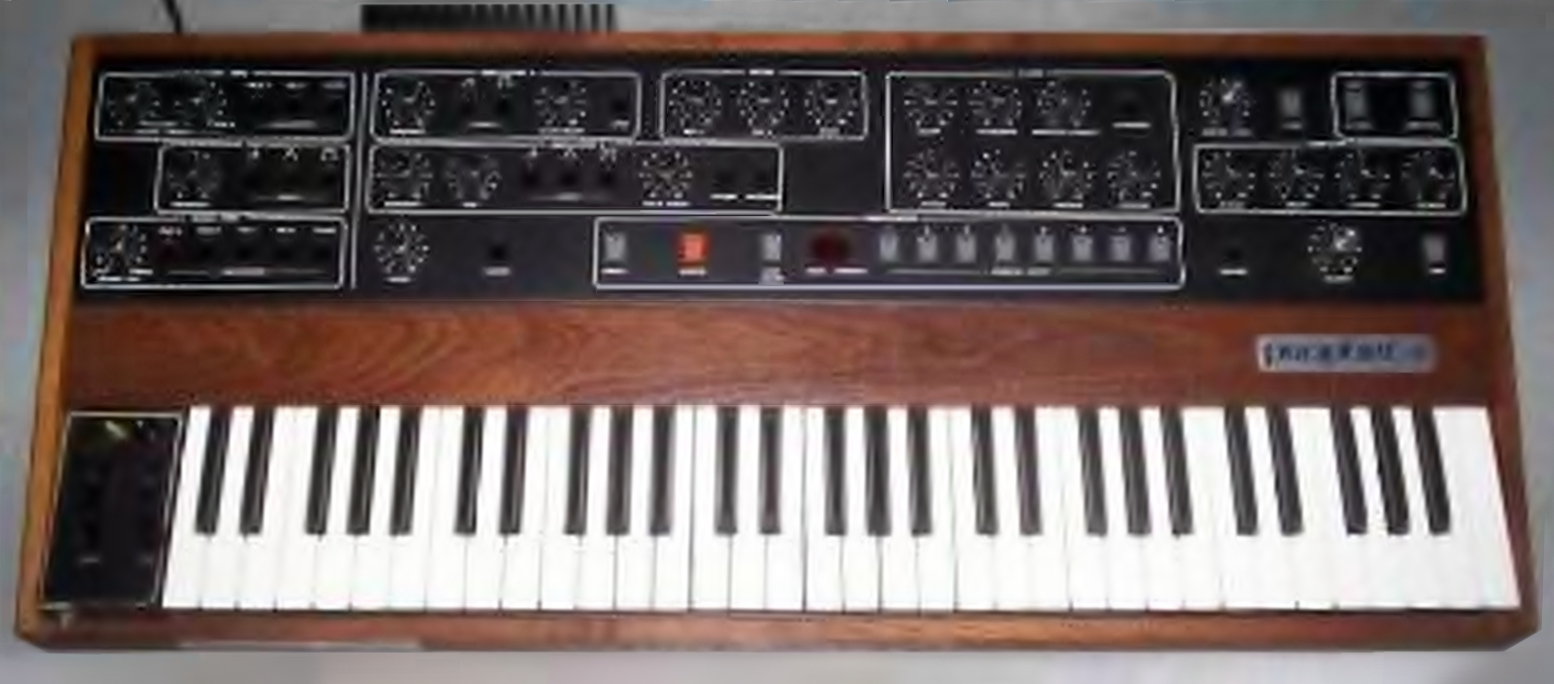
Prophet-5 (1977)

Muitos dos primeiros sintetizadores analógicos eram monofônicos, produzindo apenas um tom por vez. Os sintetizadores monofônicos populares incluem o Moog Minimoog. Alguns, como o Moog Sonic Six, o ARP Odyssey e o EML 101, podiam produzir dois tons diferentes ao mesmo tempo quando duas teclas eram pressionadas. No início, a polifonia (vários tons simultâneos, o que possibilita acordes) só podia ser obtida com projetos de órgãos eletrônicos. Os teclados eletrônicos populares que combinavam circuitos de órgão com processamento de sintetizador incluíam o ARP Omni e o Polymoog e o Opus 3 da Moog.
Em 1976, começaram a surgir sintetizadores polifônicos acessíveis, como o Yamaha CS-50, CS-60 e CS-80, o Sequential Circuits Prophet-5 e o Oberheim Four-Voice. Eles continuaram complexos, pesados e relativamente caros. A gravação de configurações na memória digital permitiu o armazenamento e a recuperação de sons. O primeiro sintetizador polifônico prático e o primeiro a usar um microprocessador como controlador foi o Sequential Circuits Prophet-5, lançado no final de 1977. Pela primeira vez, os músicos tiveram um sintetizador polifônico prático que podia salvar todas as configurações do botão na memória do computador e recuperá-las com o toque de um botão. O paradigma de design do Prophet-5 se tornou um novo padrão, impulsionando lentamente designs modulares mais complexos e requintados.

## Gravação em fita
Em 1935, outro desenvolvimento significativo foi feito na Alemanha. A Allgemeine Elektricitäts Gesellschaft (AEG) apresentou o primeiro gravador de fita magnética produzido comercialmente, chamado Magnetophon. A fita de áudio, que tinha a vantagem de ser muito leve e ter boa fidelidade de áudio, acabou substituindo os gravadores de fio mais volumosos.
O termo "música eletrônica" (que começou a ser usado na década de 1930) passou a incluir o gravador de fita como um elemento essencial: "sons produzidos eletronicamente, gravados em fita e organizados pelo compositor para formar uma composição musical". Também foi indispensável para a música concreta.
A fita também deu origem aos primeiros teclados analógicos de reprodução de amostras, o Chamberlin e seu sucessor mais famoso, o Mellotron, um teclado eletromecânico polifônico originalmente desenvolvido e construído em Birmingham, Inglaterra, no início da década de 1960.

## Sequenciador de sons

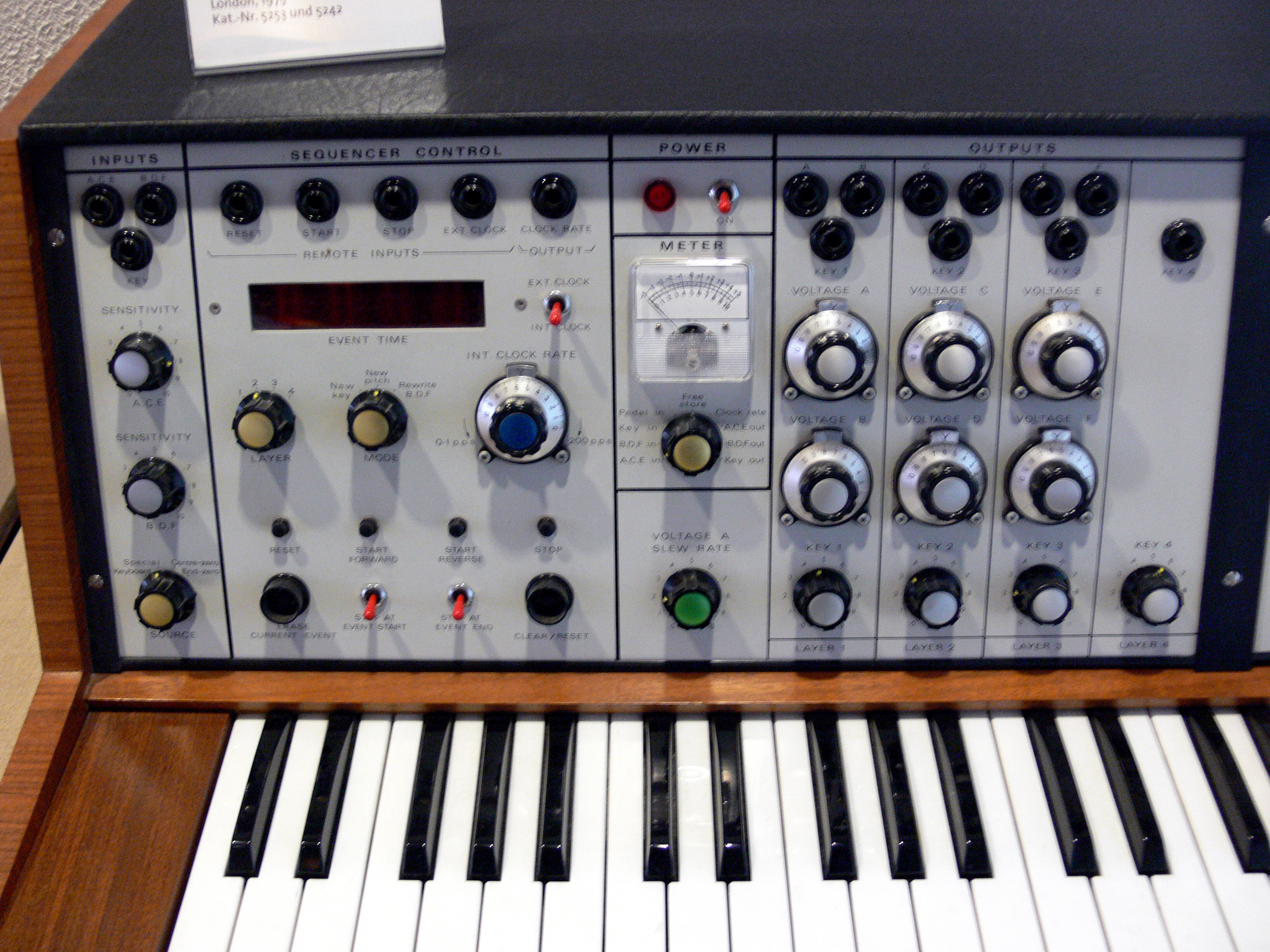
Um dos primeiros sequenciadores digitais, EMS Synthi Sequencer 256 (1971)

Entre as décadas de 1940 e 1960, Raymond Scott, compositor americano de música eletrônica, inventou vários tipos de sequenciadores de música para suas composições elétricas. Os sequenciadores de passos tocavam padrões rígidos de notas usando uma grade de (geralmente) 16 botões ou passos, cada passo correspondendo a 1/16 de um compasso. Esses padrões de notas eram então encadeados para formar composições mais longas. Os sequenciadores de software foram utilizados continuamente desde a década de 1950 no contexto da música computacional, inclusive música tocada por computador (sequenciador de software), música composta por computador (síntese musical) e geração de som por computador (síntese de som).

## Era digital 1980–2000

### Síntese digital
Os primeiros sintetizadores digitais foram experimentos acadêmicos em síntese de som usando computadores digitais. A síntese FM foi desenvolvida para essa finalidade, como uma forma de gerar sons complexos digitalmente com o menor número de operações computacionais por amostra de som. Em 1983, a Yamaha apresentou o primeiro sintetizador digital autônomo, o DX-7. Ele usou a síntese de modulação de frequência (síntese FM), desenvolvida pela primeira vez por John Chowning na Universidade de Stanford durante o final dos anos sessenta. Chowning licenciou exclusivamente sua patente de síntese FM para a Yamaha em 1975. A Yamaha posteriormente lançou seus primeiros sintetizadores FM, o GS-1 e GS-2, que eram caros e pesados. Seguiu-se um par de versões menores e predefinidas, os CE20 e CE25 Combo Ensembles, direcionados principalmente para o mercado de órgão doméstico e apresentando teclados de quatro oitavas. A terceira geração de sintetizadores digitais da Yamaha foi um sucesso comercial; consistia no DX7 e DX9 (1983). Ambos os modelos eram compactos, com preços razoáveis e dependiam de circuitos integrados digitais personalizados para produzir tonalidades FM. O DX7 foi o primeiro sintetizador totalmente digital do mercado de massa. Ele se tornou indispensável para muitos artistas musicais da década de 1980 e a demanda logo excedeu a oferta. O DX7 vendeu mais de 200.000 unidades em três anos.
A série DX não era fácil de programar, mas ofereceu um som detalhado e percussivo que levou ao fim do piano Rhodes eletromecânico, que era mais pesado e maior do que um sintetizador DX. Seguindo o sucesso da síntese FM, a Yamaha assinou um contrato com a Universidade de Stanford em 1989 para desenvolver a síntese de guia de onda digital, levando ao primeiro sintetizador por modelagem física comercial, o VL-1 da Yamaha, em 1994. O DX-7 era acessível o suficiente para amadores e bandas jovens comprarem, diferente dos sintetizadores caros das gerações anteriores, que eram usados principalmente pelos melhores profissionais.

### Amostragem
O Fairlight CMI (Computer Musical Instrument), o primeiro sampler digital polifônico, foi o precursor dos sintetizadores baseados em amostras. Projetado em 1978 por Peter Vogel e Kim Ryrie e baseado em um computador com microprocessador duplo projetado por Tony Furse em Sydney, Austrália, o Fairlight CMI deu aos músicos a capacidade de modificar o volume, o ataque, o decaimento e usar efeitos especiais como vibrato. As formas de onda de amostra podiam ser exibidas na tela e modificadas com uma caneta óptica. O Synclavier da New England Digital era um sistema semelhante. Jon Appleton (com Jones e Alonso) inventou o Dartmouth Digital Synthesizer, que mais tarde se tornou o Synclavier da New England Digital Corp. O Kurzweil K250, produzido pela primeira vez em 1983, também foi um sintetizador de música digital polifônico bem-sucedido, conhecido por sua capacidade de reproduzir vários instrumentos de forma síncrona e por ter um teclado sensível à velocidade.

### Música computacional
Um novo e importante desenvolvimento foi o advento dos computadores com a finalidade de compor música, em vez de manipular ou criar sons. Iannis Xenakis iniciou o que é chamado de musique stochastique, ou música estocástica, que é um método de composição que emprega sistemas de probabilidade matemática. Diferentes algoritmos de probabilidade foram usados para criar uma peça sob um conjunto de parâmetros. Xenakis usou papel quadriculado e uma régua para ajudar a calcular as trajetórias de velocidade do glissando em sua composição orquestral Metastasis (1953-54), mas depois passou a usar computadores para compor peças como ST/4 para quarteto de cordas e ST/48 para orquestra (ambas de 1962).
O impacto dos computadores continuou em 1956. Lejaren Hiller e Leonard Issacson compuseram a Illiac Suite para quarteto de cordas, a primeira obra completa de composição assistida por computador usando composição algorítmica.
Em 1957, Max Mathews, do Bell Labs, escreveu a série MUSIC-N, uma primeira família de programas de computador para gerar formas de onda de áudio digital por meio de síntese direta. Em seguida, Barry Vercoe escreveu o MUSIC 11 baseado no MUSIC IV-BF, um programa de síntese musical de última geração (que mais tarde evoluiu para o csound, que ainda é amplamente usado).
Em meados dos anos 80, Miller Puckette, do IRCAM, desenvolveu um software de processamento de sinais gráficos para o 4X chamado Max (em homenagem a Max Mathews) e, mais tarde, transferiu-o para o Macintosh (com Dave Zicarelli estendendo-o para o Opcode) para controle MIDI em tempo real, disponibilizando a composição algorítmica para a maioria dos compositores com pouca experiência em programação de computadores.

### MIDI

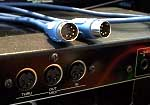
O MIDI permite conexões entre instrumentos musicais digitais

Em 1980, um grupo de músicos e comerciantes de música se reuniu para padronizar uma interface por meio da qual os novos instrumentos pudessem comunicar instruções de controle com outros instrumentos e com o microcomputador predominante. Esse padrão foi batizado de MIDI (Musical Instrument Digital Interface). Um artigo de autoria de Dave Smith, da Sequential Circuits, foi proposto à Audio Engineering Society em 1981. Em seguida, em agosto de 1983, a Especificação MIDI 1.0 foi finalizada.
O advento da tecnologia MIDI permite que um único toque de tecla, movimento de roda de controle, movimento de pedal ou comando de um microcomputador ative todos os dispositivos no estúdio remotamente e em sincronia, com cada dispositivo respondendo de acordo com as condições predeterminadas pelo compositor.
Os instrumentos e softwares MIDI tornaram o controle avançado de instrumentos sofisticados facilmente acessível a muitos estúdios e pessoas. Os sons acústicos foram reintegrados aos estúdios por meio de instrumentos baseados em amostragem e em ROMs de amostragem.

## Instrumentos musicais eletrônicos modernos
O aumento da potência e a redução do custo dos componentes eletrônicos geradores de som (e especialmente do computador pessoal), combinados com a padronização das linguagens de descrição de desempenho musical MIDI e Open Sound Control, facilitaram a separação dos instrumentos musicais em controladores e sintetizadores musicais.
De longe, o controlador musical mais comum é o teclado musical. Outros controladores incluem o radiodrum, o EWI da Akai e os controladores de sopro WX da Yamaha, o SynthAxe tipo guitarra, o BodySynth, o Buchla Thunder, o Continuum Fingerboard, o Roland Octapad, vários teclados isomórficos, incluindo o Thummer e o Kaossilator Pro, e kits como o I-CubeX.

### Reactable

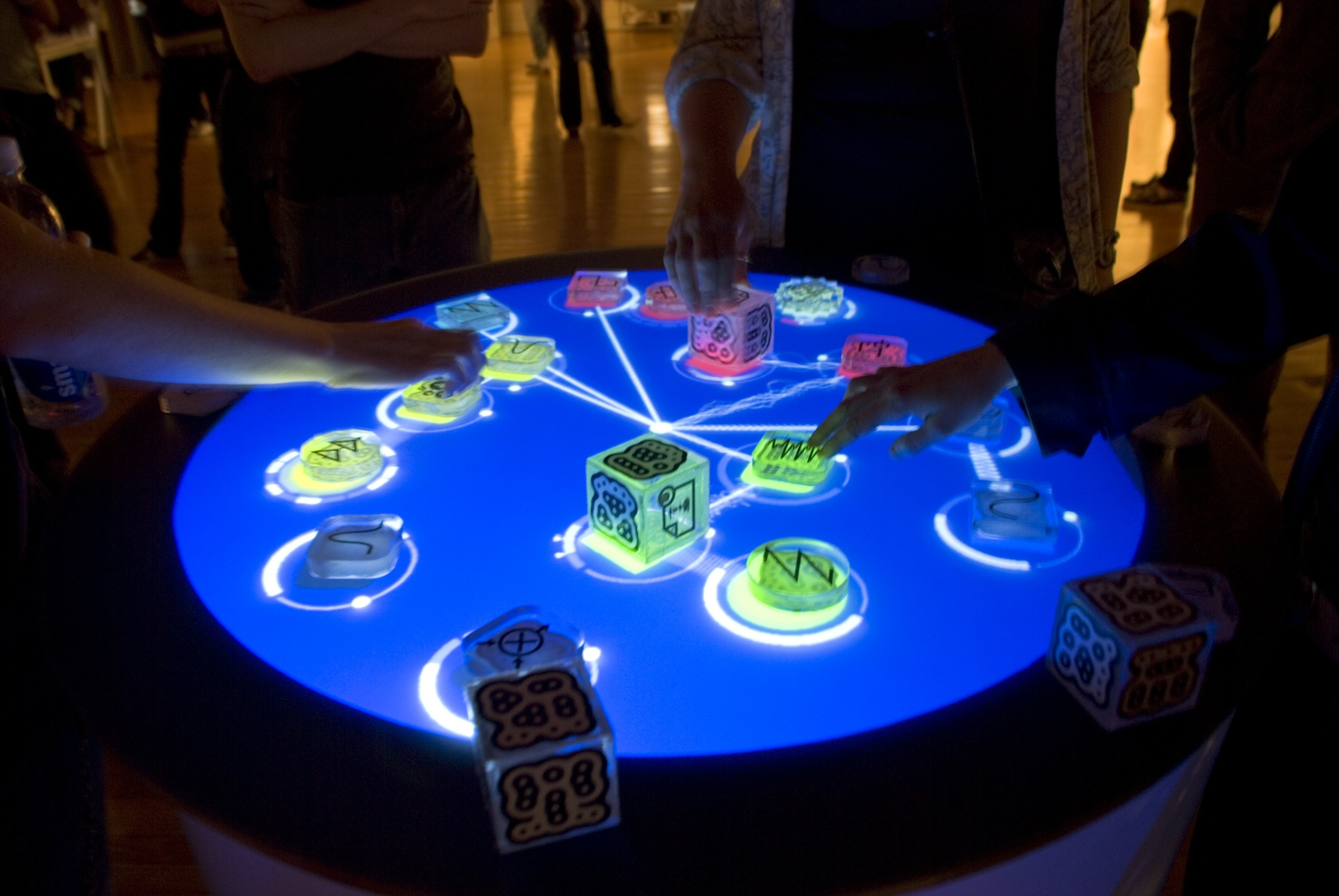
Reactable

O Reactable é uma mesa redonda translúcida com uma tela interativa retroiluminada. Ao colocar e manipular blocos chamados tangíveis na superfície da mesa, enquanto interage com a tela visual por meio de gestos com os dedos, um sintetizador modular virtual é operado, criando música ou efeitos sonoros.

### AudioCubes Percussa

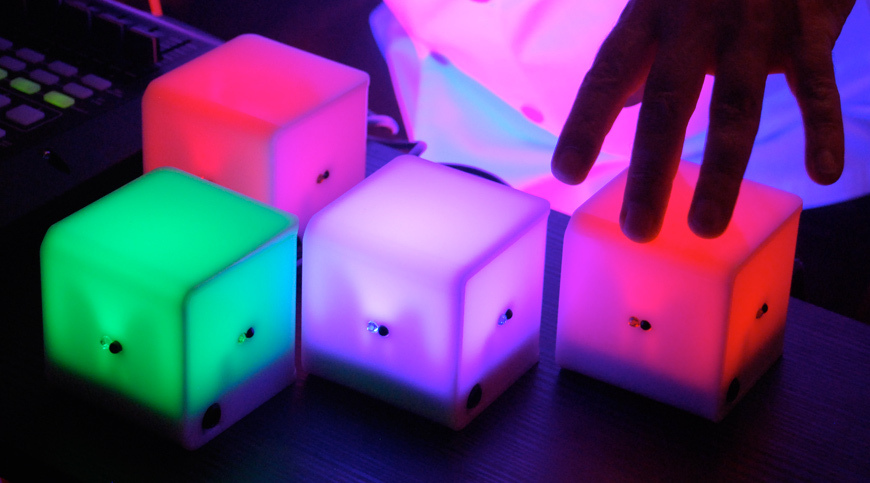
AudioCubes

Os AudioCubes são cubos autônomos sem fio alimentados por um sistema de computador interno e uma bateria recarregável. Eles têm iluminação RGB interna e são capazes de detectar a localização, a orientação e a distância uns dos outros. Os cubos também podem detectar as distâncias das mãos e dos dedos do usuário. Por meio da interação com os cubos, é possível operar uma variedade de softwares de música e som. Os AudioCubes são utilizados em criação de som, produção musical, DJs e apresentações ao vivo.

### Kaossilator

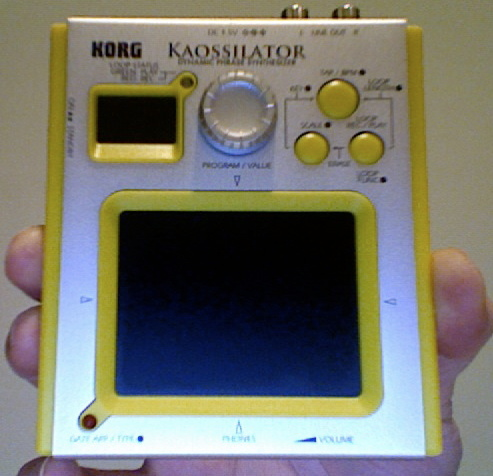
Kaossilator Korg

O Kaossilator e o Kaossilator Pro são instrumentos compactos em que a posição de um dedo no painel controla duas características da nota, geralmente, o tom é alterado com um movimento da esquerda para a direita e a propriedade tonal, o filtro ou outro parâmetro é alterado com um movimento de cima para baixo. O painel pode ser configurado para diferentes escalas musicais e teclas. O instrumento pode gravar um loop de repetição de duração ajustável, definido para qualquer andamento, e novos loops de som podem ser colocados em camadas sobre os existentes. Isso pode ser usado para música eletrônica, mas é mais limitado para sequências controladas de notas, pois o painel do Kaossilator comum não tem recursos.

### Eigenharp
O Eigenharp é um instrumento grande que se assemelha a um fagote, com o qual se pode interagir por meio de botões grandes, um sequenciador de bateria e um bocal. O processamento do som é feito em um computador separado.

### AlphaSphere
O AlphaSphere é um instrumento esférico que consiste em 48 terminais táteis que respondem tanto à pressão quanto ao toque. O software personalizado permite que os terminais sejam indefinidamente programados individualmente ou por grupos em termos de função, nota e parâmetro de pressão, entre muitas outras configurações. O conceito principal do AlphaSphere é aumentar o nível de expressão disponível para músicos eletrônicos, permitindo o estilo de tocar de um instrumento musical.

## Chipmusic
Chiptune, chipmusic ou chip music é uma música escrita em formatos de som em que muitas das texturas sonoras são sintetizadas ou sequenciadas em tempo real por um chip de som de computador ou console de videogame, às vezes incluindo síntese baseada em amostra e reprodução de amostra de baixo bit. Muitos dispositivos de chip music apresentavam sintetizadores em conjunto com a reprodução de amostras de baixa taxa.

## Cultura DIY
Durante o final da década de 1970 e início da década de 1980, projetos do tipo "faça você mesmo" (DIY) foram publicados em revistas de eletrônicos para hobby (como o sintetizador modular Formant, um clone DIY do sistema Moog, publicado pela Elektor) e os kits foram fornecidos por empresas como a Paia, nos EUA, e a Maplin Electronics, no Reino Unido.

### Circuit bending

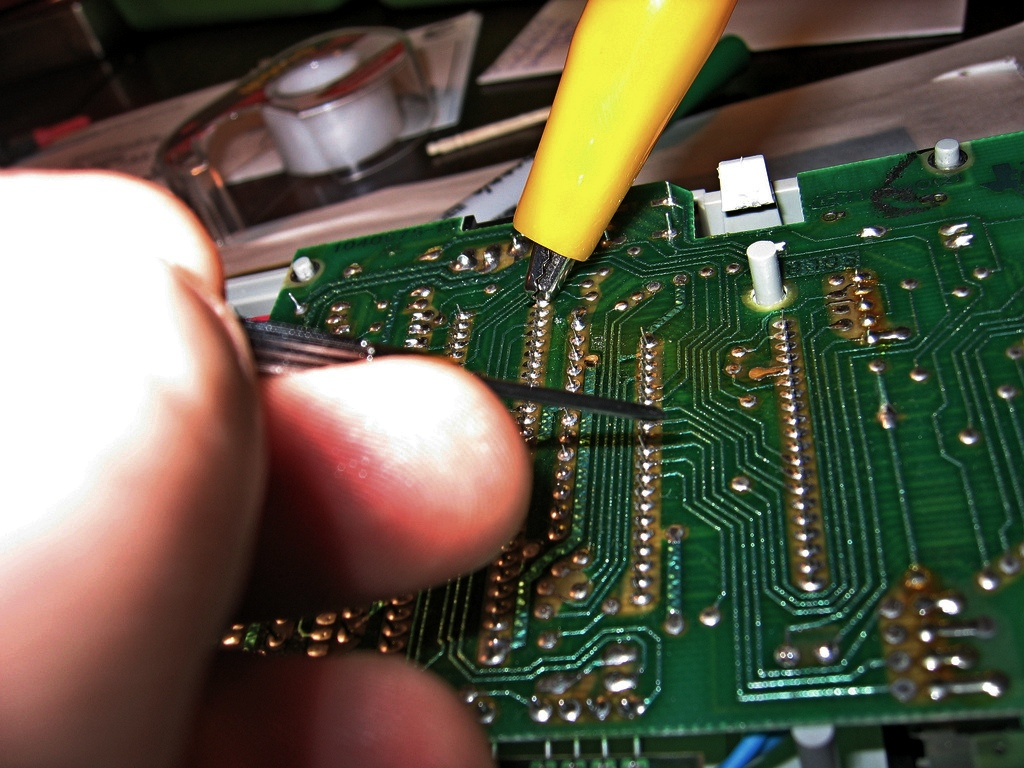
Sondagem de "boas curvas" usando uma chave de fenda de joalheiro e garras jacaré

Em 1966, Reed Ghazala descobriu e começou a ensinar matemática "circuit bending" (dobragem de circuitos) — a aplicação do curto-circuito criativo, um processo de curto-circuito casual, criando instrumentos eletrônicos experimentais, explorando elementos sonoros principalmente de timbre e com menos consideração ao tom ou ao ritmo, e influenciado pelo conceito de música aleatória de John Cage.
Grande parte dessa manipulação direta de circuitos, especialmente até o ponto de destruição, teve como pioneiros Louis e Bebe Barron no início da década de 1950, como seu trabalho com John Cage no Williams Mix e especialmente na trilha sonora de Planeta Proibido.
O circuit bending moderno é a personalização criativa dos circuitos dentro de dispositivos eletrônicos, como efeitos de guitarra de baixa voltagem alimentados por bateria, brinquedos infantis e pequenos sintetizadores digitais para criar novos instrumentos musicais ou visuais e geradores de som. Enfatizando a espontaneidade e a aleatoriedade, as técnicas de circuit bending têm sido comumente associadas à noise music, embora muitos músicos e grupos musicais contemporâneos mais convencionais sejam conhecidos por fazer experiências com instrumentos "dobrados". O circuit bending geralmente envolve a desmontagem da máquina e a adição de componentes, como interruptores e potenciômetros, que alteram o circuito. Com o ressurgimento do interesse por sintetizadores analógicos, o circuit bending tornou-se uma solução barata para muitos músicos experimentais criarem seus próprios geradores de som analógicos individuais. Hoje em dia, é possível encontrar muitos esquemas para construir geradores de ruído, como o Atari Punk Console ou o Dub Siren, bem como modificações simples para brinquedos infantis, como o Speak & Spell, que são frequentemente modificados por dobradores de circuitos.

### Sintetizadores modulares
O sintetizador modular é um tipo de sintetizador que consiste em módulos intercambiáveis separados. Eles também estão disponíveis como kits para entusiastas de DIY. Muitos projetistas amadores também disponibilizam placas PCB nuas e painéis frontais para venda a outros amadores.

### Tecnologias
- Osciloscópio
- Estereofonia
- Processamento de sinal de áudio

### Famílias de instrumentos
- Vocoder

### Instrumentos individuais
- Metrônomo

### Na música tradicional indiana
- Shruti box

### Obras citadas
- Loriod, Jeanne (1987). Technique de l'onde electronique type martenot (em francês). Paris: Alphonse Leduc. ISMN 979-0-04-626275-3

### DIY
- Hardware e Software DIY Fórum de discussão em Electro-music.com (em inglês)
- Lista de e-mail Synth-DIY (em inglês)
- Music From Outer Space Arquivado em 2006-01-11 no Wayback Machine Informações e peças para a construção autônoma de um sintetizador. (em inglês)
- Sintetizador DIY Uma wiki sobre instrumentos musicais eletrônicos DIY (em inglês)

### Museus e coleções
- Galeria de música do Museu Horniman, Londres, Reino Unido. Possui alguns sintetizadores na exposição. (em inglês)
- Moogseum, Asheville, Carolina do Norte, EUA (em inglês)
- Museu Musical, Brentford, Londres, Reino Unido. Principalmente instrumentos eletromecânicos. (em inglês)
- Museu de Instrumentos Musicais, Phoenix, Arizona, EUA (em inglês)
- Staatliches Institut für Musikforschung, Berlin, Alemanha (em alemão)
- Museu Suíço e Centro de Instrumentos de Música Eletrônica (em sueco)
- Coleção do Centro Nacional de Música, Canadá (em inglês)
- Museu de Sintetizadores Vintage, California, EUA (em inglês)
- Museu de sintetizadores da Universidade de Washington e Lee no Wayback Machine (arquivado em 2018-08-15), Washington, EUA (em inglês)